# إبراهيم دياكيتي
إبراهيم دياكيتي (بالفرنسية: Ibrahim Diakité)‏ هو لاعب كرة قدم غيني، ولد في 31 أغسطس 2003 في فرنسا.

## وصلات خارجية
- إبراهيم دياكيتي على موقع قاعدة بيانات كرة القدم.إي يو (الإنجليزية)
- إبراهيم دياكيتي على موقع ليكيب (الفرنسية)
- إبراهيم دياكيتي على موقع ناشيونال فوتبول تيمز (الإنجليزية)
- إبراهيم دياكيتي على موقع Soccerway.com (الإنجليزية)